# 聖彼得堡大壩
聖彼得堡洪水預防設施（Ко́мплекс защи́тных сооруже́ний Санкт-Петербу́рга от наводне́ний），亦稱聖彼得堡大壩，是位於芬蘭灣的一座防洪設施，南起羅蒙諾索夫往北經過科特林島後向東延伸至謝斯特羅列茨克，全長25公里，將涅瓦灣與芬蘭灣其餘部份分割開來。大壩中的公路隧道亦為聖彼得堡環形路的一部分。

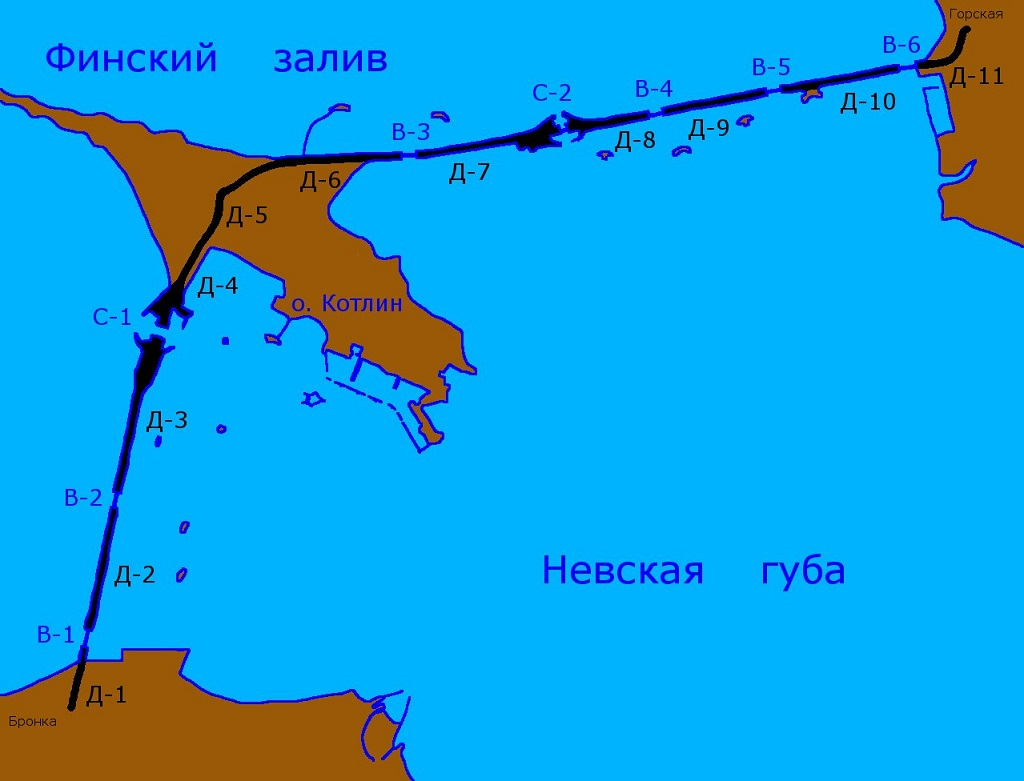
聖彼得堡大壩